# Julianna Margulies
Julianna Margulies (Spring Valley, New York, 1966. június 8. –) Golden Globe- és háromszoros Primetime Emmy-díjas amerikai színésznő, producer. 
Legismertebb szerepe Carol Hathaway főnővér volt 1994–2009 között vetített Vészhelyzet című kórházi drámasorozatban, mellyel egy Primetime Emmy-díjat szerzett. 2001-ben az Artúr király és a nők című minisorozatban tűnt fel, majd 2009-től 2016-ig A férjem védelmében című jogi drámasorozat főszereplője volt. Alakításával kritikai sikert aratott, két újabb Primetime Emmy-díjat és egy Golden Globe-díjat elnyerve.
Filmjei közé tartozik a Dínó (2000), az Evelyn, A szellemhajó (2002), a Kígyók a fedélzeten (2006), a Született gengszterek (2012) és az Életrevalók (2017).
Összesen nyolc díjával a második legtöbb Screen Actors Guild-díjat elnyerő színésznőnek számít (Julia Louis-Dreyfus után). 2015-ben felkerült a Time a világ száz legbefolyásosabb emberének listájára.

## Fiatalkora és családja
Magyar, osztrák, román zsidó család három leánygyermeke legfiatalabbjaként a New York közelében található Spring Valley-ben született. Szülei Francesca Gardner balett-táncosnő és Paul Marguiles filozófus, reklámszövegíró. Eredetileg művészettörténetet tanult, bölcsészdiplomával rendelkezik. Szülei válása miatt gyermekkorában sokat ingázott az Amerikai Egyesült Államok és Európa között. Éltek Franciaországban és az Egyesült Királyságban is.

## Színészi pályafutása
Első filmszerepe 1991-ben volt a Törvényre törve című filmben Steven Seagal oldalán. Ezután csak kisebb szerepeket kapott, reklámokban játszott, mert nem volt az a kifejezett hollywoodi szépség. Porcelánfehér bőre, hosszú, göndör, hollófekete haja, klasszikus, mégis egzotikus külseje inkább hátrányt, mint előnyt jelentettek számára.[forrás?]
1994-ben az NBC Universal elindította a Vészhelyzet című kórházsorozatát, amelyben egy chicagói kórház sürgősségi osztályának 24 óráját mutatják be. Eredetileg csak az első, bemutató részben szerepelt volna, mint főnővér, aki kábítószer-túladagolásban hal meg. A nézők azonban annyira megszerették, hogy 2000-ig maradt a sorozatban. Ez tette világszerte ismertté, 1995-ben Primetime Emmy-díjat is kapott a legjobb női mellékszereplő kategóriában.
A Vészhelyzet forgatása idején néhány kis költségvetésű nagyjátékfilmben is szerepelt, de a sorozatból kilépve sem fordított hátat a televíziós produkcióknak. 2001-ben a TNT Artúr király és a nők című kosztümös minisorozatában Morgaine-t (Morganát) alakította.

## Magánélete
2007. november 10-én férjhez ment Keith Lieberthal ügyvédhez, majd 2008. január 8-án megszületett fiuk, Kieran Lindsay.

## Filmográfia

### Film
| Év   | Magyar cím                     | Eredeti cím                                             | Szerep             | Magyar hang      |
| ---- | ------------------------------ | ------------------------------------------------------- | ------------------ | ---------------- |
| 1991 | Törvényre törve                | Out for Justice                                         | Rica               | Györgyi Anna     |
| 1997 | Az átverés mesterei            | Traveller                                               | Jean               | Kováts Adél      |
| 1997 | Láger az édenkertben           | Paradise Road                                           | Topsy Merritt      | Kováts Adél      |
| 1998 | A Newton fiúk                  | The Newton Boys                                         | Louise Brown       | Kováts Adél      |
| 1998 | Drágább a gyöngyöknél          | A Price Above Rubies                                    | Rachel             |                  |
| 2000 | Négy vacsora                   | What's Cooking?                                         | Carla              |                  |
| 2000 | Dínó                           | Dinosaur                                                | Neera (hangja)     | Kováts Adél      |
| 2002 | Egy férfi titkos órákra        | The Man from Elysian Fields                             | Dena               |                  |
| 2002 | Evelyn                         | Evelyn                                                  | Bernadette Beattie | Fullajtár Andrea |
| 2002 | A szellemhajó                  | Ghost Ship                                              | Maureen Epps       | Kováts Adél      |
| 2005 |                                | Slingshot                                               | Karen              |                  |
| 2006 | Darwin-díj – Halni tudni kell! | The Darwin Awards                                       | Carla              | Németh Kriszta   |
| 2006 | Kígyók a fedélzeten            | Snakes on a Plane                                       | Claire Miller      | Kováts Adél      |
| 2006 |                                | Beautiful Ohio                                          | Mrs. Cubano        |                  |
| 2009 |                                | City Island                                             | Joyce Rizzo        |                  |
| 2011 |                                | No Job for a Woman: The Women Who Fought to Report WWII | narrátor           |                  |
| 2012 | Született gengszterek          | Stand Up Guys                                           | Nina Hirsch        | Kováts Adél      |
| 2016 |                                | The Last Gold                                           | narrátor           |                  |
| 2017 | Életrevalók                    | The Upside                                              | Lily Foley         | Németh Kriszta   |
| 2017 | A három Krisztus               | Three Christs                                           | Ruth               | Németh Kriszta   |
| 2024 |                                | Millers in Marriage Maggie                              | Maggie             |                  |

### Televízió
| Év              | Magyar cím                     | Eredeti cím                    | Szerep               | Megjegyzések                                             |
| --------------- | ------------------------------ | ------------------------------ | -------------------- | -------------------------------------------------------- |
| 1993            | Gyilkos sorok                  | Murder, She Wrote              | Rachel Novaro        | 1 epizód                                                 |
| 1993            | Esküdt ellenségek              | Law & Order                    | Ruth Mendoza hadnagy | 1 epizód                                                 |
| 1994            | Gyilkos utcák                  | Homicide: Life on the Street   | Linda                | 2 epizód                                                 |
| 1994–2000, 2009 | Vészhelyzet                    | ER                             | Carol Hathaway nővér | - főszereplő (132 epizód) - magyar hangja: - Kováts Adél |
| 1995            |                                | The Larry Sanders Show         | önmaga               | 1 epizód                                                 |
| 1998            |                                | Ellen                          | Ellen Screen Test #5 | 1 epizód                                                 |
| 2000            | Saturday Night Live            | Saturday Night Live            | önmaga (házigazda)   | 1 epizód                                                 |
| 2001            | Artúr király és a nők          | The Mists of Avalon            | Morgaine             | - minisorozat - főszereplő (8 epizód)                    |
| 2001            | Töretlen hit                   | Jenifer                        | Jenifer pszichiátere | tévéfilm                                                 |
| 2003            | Hitler – A sátán felemelkedése | Hitler: The Rise of Evil       | Helene Hanfstaengl   | minisorozat (2 epizód)                                   |
| 2004            | Dokik                          | Scrubs                         | Neena Broderick      | 2 epizód                                                 |
| 2004            | A hálózat                      | The Grid                       | Maren Jackson        | - minisorozat - főszereplő (2 epizód)                    |
| 2006            | Az elveszett szoba             | The Lost Room                  | Jennifer Bloom       | - minisorozat - főszereplő (3 epizód)                    |
| 2006            | Az örmény népirtás             | The Armenian Genocide          | narrátor             | dokumentumfilm                                           |
| 2006–2007       | Maffiózók                      | The Sopranos                   | Julianna Skiff       | 4 epizód                                                 |
| 2008            | Canterbury-esetek              | Canterbury's Law               | Elizabeth Canterbury | - főszereplő (6 epizód) - producer (6 epizód)            |
| 2009–2016       | A férjem védelmében            | The Good Wife                  | Alicia Florrick      | - főszereplő (156 epizód) - producer (103 epizód)        |
| 2010            | Szezám utca                    | Sesame Street                  | Dr. Berger           | 1 epizód                                                 |
| 2014            |                                | Makers: Women Who Make America | narrátor             | 1 epizód                                                 |
| 2017            |                                | Nightcap                       | önmaga               | 1 epizód                                                 |
| 2018            |                                | Dietland                       | Kitty Montgomery     | főszereplő (10 epizód)                                   |
| 2019            | Halálzóna                      | The Hot Zone                   | Dr. Nancy Jaax       | főszereplő (6 epizód)                                    |
| 2020            | Milliárdok nyomában            | Billions                       | Catherine Brant      | visszatérő szereplő                                      |
| 2021–2023       | The Morning Show               | The Morning Show               | Laura Peterson       | főszereplő (2-3. évad)                                   |

## Magyarul megjelent művei
- Napsugárlány. Egy rendkívüli élet; ford. Szűr-Szabó Katalin; Partvonal, Bp., 2022

## Fordítás
Ez a szócikk részben vagy egészben  a   Julianna Margulies című olasz Wikipédia-szócikk ezen változatának fordításán alapul.  Az eredeti cikk szerkesztőit annak laptörténete sorolja fel. Ez a jelzés csupán a megfogalmazás eredetét és a szerzői jogokat jelzi, nem szolgál a cikkben szereplő információk forrásmegjelöléseként.